# Санкции против Израиля
Са́нкции в связи́ с войной в Газе и столкновениями на Западном берегу реки Иордан — ограничительные политические и экономические меры, введённые рядом государств в отношении ряда израильских политиков в связи с войной в Газе .
В октябре 2023 года Правительство Испании во главе с Педро Санчесом отказалось от любых оружейных сделок с Израилем — в ответ на военную операцию израильских войск в секторе Газа.
В феврале 2024 года Великобритания объявила о введении санкций против «израильских поселенцев-экстремистов, которые жестоко нападали на палестинцев на Западном берегу». Санкции включают финансовые ограничения и запрет на поездки.
9 апреля 2024 года Минторг Турции ввёл ограничения на торговлю с Израилем для 54 видов товаров, в том числе стройматериалов, промышленной техники, металлургической продукции. 2 мая 2024 года  министерство объявило уже о полном прекращении экспортно-импортных операций с Израилем.
В ноябре 2024 года Министерство финансов США ввело санкции против трёх граждан Израиля и трёх израильских организаций в связи с ситуацией на Западном берегу реки Иордан.
В мае 2025 года Великобритания заморозила соглашение о свободной торговле с Израилем из-за Газы .
10 июня 2025 года Великобритания ввела санкции против главы Минфина Израиля Бецалеля Смотрича, а также против главы Министерства национальной безопасности Итамара Бен-Гвира, передает The Times.